# Pseudoditrichum mirabile
Pseudoditrichum mirabile là một loài rêu trong họ Pseudoditrichaceae. Loài này được Steere & Z. Iwats. mô tả khoa học đầu tiên năm 1974.